# おわんこ
『おわんこ』は、プロダクション リードにより制作されたフラッシュアニメ。

## 主な登場キャラクター
おわんこ
本作の主人公で、美味しい食べ物に目がなく、その食べ物でいろんな「おわんこ」に姿を変えるお椀の妖精。みんなに美味しく食べてもらって、喜んでもらうことも大好き。嬉しくなると踊りだす。
のりたま
おわんこの友達の雄猫。ライバルでもある。頭から背中に海苔のような模様？が入っている。寿司職人を目指していて、背中の風呂敷には調理道具が入っている。
プー子ちゃん
ティーカッププードルの女の子。